# Calvaire de Callac
Pour les articles homonymes, voir Callac (homonymie).
Le calvaire de Callac est  situé, au bourg de Callac sur la commune de Plumelec, dans le département français du Morbihan.

## Localisation
Le calvaire de Callac est situé au sud-est de l'église du bourg de Callac sur la commune de Plumelec. 
Au sud-ouest de l'église, se trouve la croix Merhan.

## Historique
Le calvaire de Callac, du XVIIe siècle, fait l’objet d’une inscription au titre des monuments historiques depuis le 29 mars 1935.